# 유엔자본개발기금

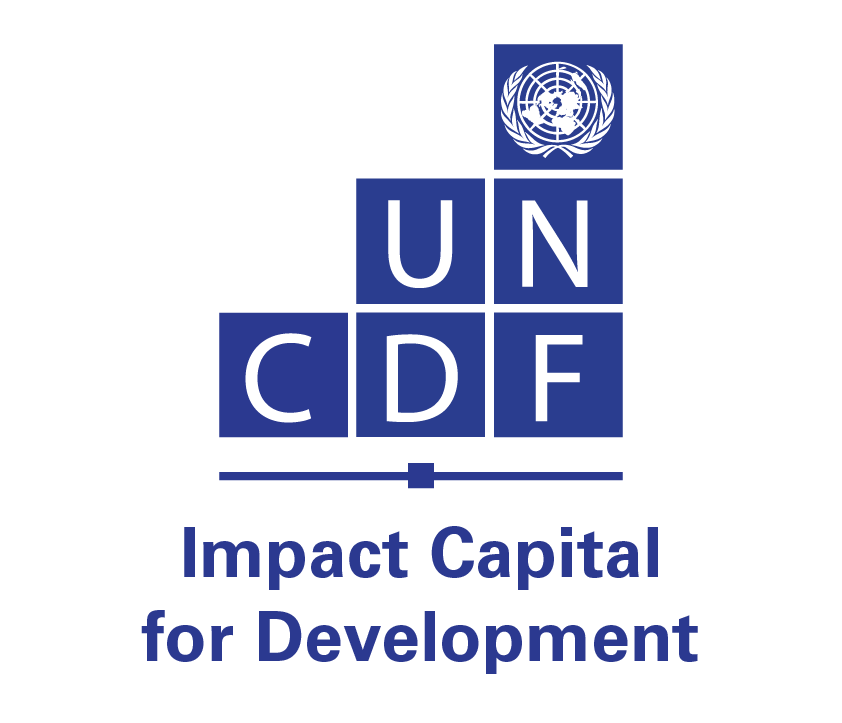

유엔자본개발기금(United Nations Capital Development Fund, UNCDF)은 무상원조, 차관, 보증 등을 통해 기존 자본 지원 재원을 보완함으로써 개발도상국의 경제 발전을 지원하며, 특히 개발도상국 중 최빈개발도상국(LDC)을 지원한다.
유엔의 대표적인 촉매적 혼합형 금융 플랫폼인 UNCDF는 개발 효과가 가장 큰 곳에서 개발 효과를 확대하기 위해 크라우드펀딩(crowd-in finance)을 활용하는 고유한 역량을 활용한다. 이는 UNCDF의 고유한 투자 권한에 기반한 역량으로, 2030 지속가능개발의제 달성과 2022년부터 2031년까지 최빈개발도상국을 위한 도하 행동 프로그램의 실현을 지원한다.
1966년 유엔 총회에서 설립되어 뉴욕에 본부를 둔 UNCDF는 UNDP에 소속된 자치 유엔 기구이다.
유엔 총회(UNGA)에서 UNCDF가 처음 부여받은 임무는 "무상원조와 차관을 통해 기존 자본 지원 재원을 보완함으로써 개발도상국의 경제 발전을 지원하는 것"이었다(1966년 12월 13일, 총회 결의안 2186호). 이 임무는 1973년 최빈개발도상국(LDC)을 최우선으로 하되, 최빈개발도상국에만 국한되지는 않도록 수정되었다.
현재 UNCDF 사무총장은 프라딥 쿠루쿨라수리야이다.